# 19e Panzerdivision
La 19e Panzerdivision était une division blindée de la Wehrmacht durant la Seconde Guerre mondiale. Elle a été créée 1er novembre 1940.

## Emblèmes divisionnaires

Emblème de la division de 1940 à 1942
Emblème de la division de 1941 à 1943
Emblème de la division de 1943 à 1945
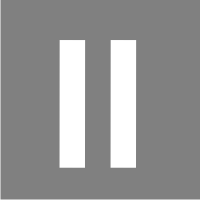
Emblème lors de l'opération Zitadelle
Emblème lors de la bataille de Koursk
Variante

## Histoire
Dans le cadre des plans de Hitler à doubler le nombre de Panzerdivisions après la campagne de France, les éléments de la 19e division d'infanterie et des blindés des 10e, 11e et 25e bataillons de chars de réserve sont restructurés dans la 19e Panzerdivision, créée en octobre 1940, à Hanovre, en Allemagne.
Du 6 avril au 28 mai 1941 elle est engagée dans la bataille de Grèce
À la veille de l'opération Barbarossa, la 19e Panzerdivision avait une force totale de 228 blindés :
- 42 PzKpfw I,
- 35 PzKpfw II,
- 110 Panzer 38(t)
- 30 PzKpfw IV,
- 11 PzBef (chars de commandement)

La 19e Panzerdivision prend part à l'invasion allemande de l'Union soviétique, dans le cadre de l'opération Barbarossa, le 22 juin 1941 au sein du 3e Panzergruppe du groupe d'armées centre de Hermann Hoth. Elle prend part aux combats de Minsk et aux attaques vers Moscou.
En 1942, la 19e Panzerdivision est affectée à la 2e Panzerarmee au sein du groupe d'armées Centre, et conduit à des batailles défensives autour d'Orel.
En décembre 1942, pour contrer les progrès rapides de la contre offensive d'hiver soviétique, elle envoyée au sud, vers Rostov, et affectée au III. Panzerkorps au sein du groupe d'armées Don, avec lequel elle livre des combats défensifs sur le Donetz.
Au cours de l'été 1943, la 19e Panzerdivision participe à l'opération Zitadelle (citadelle) et subit de très lourdes pertes en matériel et en personnel lors des contre-offensives soviétiques.
Après les combats en décembre près de Kiev, s'ensuit la retraite à travers l'Ukraine toujours en menant des combats défensifs et dans la région de Jytomyr, Proskourov et Stanislawow.
Restructurée en Hollande en mai 1944, elle est rattachée au groupe d'armées centre et part à Varsovie pour maintenir les lignes de défense sur la Vistule, mais également réprimer l'insurrection de la ville.
Elle combat les mois suivants à Radom et Kielle dans la tête de pont soviétique de Baranow, puis à Breslau et termine la guerre en Tchécoslovaquie, en se rendant aux forces soviétiques en Bohême, près de Prague.

## Commandants
| Début             | Fin            | Grade                     | Nom                   |
| ----------------- | -------------- | ------------------------- | --------------------- |
| 1er novembre 1940 | 5 janvier 1942 | General der Panzertruppen | Otto von Knobelsdorff |
| 5 janvier 1942    | 7 août 1943    | Generalleutnant           | Gustav Schmidt        |
| 7 août 1943       | 28 mars 1944   | Generalleutnant           | Hans Källner          |
| 28 mars 1944      | mai 1944       | Generalleutnant           | Walter Denkert        |
| mai 1944          | 22 mars 1945   | Generalleutnant           | Hans Källner          |
| 22 mars 1945      | 8 mai 1945     | Generalmajor              | Hans-Joachim Deckert  |

## Ordre de batailles

### Composition en 1941
- Schützen-Brigade 19
  - Schützen-Regiment 73
    - Schützen-Bataillon I
    - Schützen-Bataillon II

  - Schützen-Regiment 74
    - Schützen-Bataillon I
    - Schützen-Bataillon II

  - Kradschützen-Bataillon 19
- Panzer-Regiment 27
  - Panzer-Abteilung I
  - Panzer-Abteilung II
  - Panzer-Abteilung III
- Artillerie-Regiment 19
  - Artillerie-Abteilung I
  - Artillerie-Abteilung II
  - Artillerie-Abteilung III
- Aufklürungs-Abteilung 19
- Panzerjüger-Abteilung 19
- Pionier-Bataillon 19
- Nachrichten-Abteilung 19

### Composition en 1943
- Panzergrenadier-Regiment 73
  - Panzergrenadier-Bataillon I
  - Panzergrenadier-Bataillon II
- Panzergrenadier-Regiment 74
  - Panzergrenadier-Bataillon I
  - Panzergrenadier-Bataillon II
- Panzer-Regiment 27
  - Panzer-Abteilung I
  - Panzer-Abteilung II
- Panzer-Artillerie-Regiment 27
  - Panzer-Artillerie-Abteilung I
  - Panzer-Artillerie-Abteilung II
  - Panzer-Artillerie-Abteilung III
- Panzer-Aufklärungs-Abteilung 19
- Heeres-Flak-Artillerie-Abteilung 272
- Panzerjäger-Abteilung 19
- Panzer-Pionier-Bataillon 19
- Panzer-Nachrichten-Abteilung 19

## Théâtres d'opérations
- Novembre 1940 - Avril 1941
  - Allemagne
- avril - mai 1941
  - Bataille de Grèce
- Juin 1941 - Décembre 1942
  - Opération Barbarossa; secteur centre
    - Bataille de Minsk
    - Bataille de Moscou
- Décembre 1942 - Juin 1944
  - Front Est, secteur sud
    - Opération Fall Blau
    - Opération Zitadelle
- Juin 1944 - Juillet 1944
  - Pays-Bas
- Août 1944 - Février 1945
  - Pologne
- Février 1945 - Mai 1945
  - Tchécoslovaquie

## Récompenses
- 40 membres de la 19e Panzerdivision sont faits Chevaliers de la Croix de fer.
- 4 membres reçoivent la croix de fer avec feuilles de chêne.
- Le Generalleutnant Hans Källner est nommé Chevalier de la croix de fer avec feuilles de chêne et glaives le 23 octobre 1944 (no 106)